# Jordi Euforbè Catacaló
Jordi Euforbè Catacaló (en llatí Georgius Euphorbenus Catacalon, en grec antic Γεώργιος Εὐφορβηνὸς Κατακαλών) va ser un militar romà d'Orient, comandant de la flota d'Aleix I Comnè al Danubi contra els "escites".
Va ser un dels principals generals en la guerra dels romans d'Orient contra els cumans. Aquestes guerres van tenir lloc poc abans de la Primera Croada, l'any 1096.